# 내 딸, 금사월
《내 딸, 금사월》은 2015년 9월 5일부터 2016년 2월 28일까지 방영한 문화방송 주말 특별기획 드라마이다. 백진희는 해당 작품에 앞서 SBS 미녀 공심이(당시 제목은 <야수의 미녀>) 캐스팅 물망에 올랐지만 고사했다.

## 기획 의도
인간 삶의 보금자리인 집에 대한 드라마로, 주인공 금사월이 복수와 증오로 완전히 해체된 가정 위에 새롭게 꿈의 집을 짓는 드라마

## 등장인물

### 주요 인물
- 전인화 : 신득예 (헤더 신) 역 - 보금그룹 창업주 신지상 회장의 딸. 사월의 생모, 찬빈을 길러준 법적 어머니이자 보금그룹의 안주인.
- 백진희 : 금사월/오사월 역 (아역 : 갈소원) - 민호의 친딸로 득예가 정신병원 지하창고에서 만후의 식구들 눈을 속이고 몰래 낳은 혼외자식. 천재적인 건축감각을 지니고 있다.
- 윤현민 : 강찬빈 역 (아역 : 전진서) 만후와 마리의 아들, 보금그룹의 장남이자 후계자. 사월의 연인

- 박세영 : 오혜상/금혜상 역 (아역 : 이나윤) - 민호와 지혜의 양딸이자 사월&홍도(주오월)의 보육원 단짝친구로, 사월과 일생일대의 지독한 라이벌. 형식과 지영의 친딸이다. 뛰어난 외모로 사람들을 속인다.
- 도상우 : 주세훈 역 (아역 : 고우림 → 구승현) - 국내 최대 큰손 대부업자 기황의 아들, 서울중앙지검 검찰청 검사, 홍도(주오월)의 친오빠.
- 손창민 : 강만후 역 - 보금그룹의 회장, 달래&찔래&찬빈의 부친.
- 박상원 : 오민호 역 - 건축설계사무소 '천비궁'의 대표, 혜상의 양부. 사월의 생부.
- 도지원 : 한지혜 역 - 사월과 혜상의 양모, 민호의 아내, 득예의 동창. 쥬비스 다이어트 대표.
- 김희정 : 최마리 역 - 전직 밤 무대 댄스가수, 샤트렌의 부사장. 달래&찔래&찬빈의 모친.

### 보금건설
- 이정길 : 신지상 역 - 보금건설을 처음 설립한 건축가, 초대회장. 득예의 부친.
- 오미연 : 김혜순 역 - 과거 보금그룹 안주인, 지상의 아내. 득예의 모친.
- 박원숙 : 소국자 역 - 보금그룹 강만후 회장의 모친, 마리와 득예의 시어머니. 달래&찔래&찬빈의 친할머니.
- 이연두 : 강달래 역 (아역 : 곽지혜 → 김고은) - 보금그룹 장녀, 만후와 마리의 큰 딸.
- 강래연 : 강찔래 역 (아역 : 김소은 → 박수빈) - 보금그룹 차녀, 만후와 마리의 작은 딸.
- 박재이 : 조정식 역 - 만후의 수행비서. 찔래의 남편.

### 주세훈 주변 인물
- 안내상 : 주기황 역 - 우리나라 최대 자금을 움직이는 대부업자. 세훈과 홍도(주오월)의 부친.
- 윤복인 : 유권순 역 - 시로의 모친, 홍도(주오월)의 시어머니, 미랑과 우랑의 친할머니
- 최대철 : 임시로 역 (아역 : 정윤석) - 홍도(주오월)의 남편
- 송하윤 : 이홍도 / 주오월 역 (아역 : 이도연) - 사월과 혜상의 보육원 시절부터 친구 사이, 기황의 친딸. 미랑과 우랑의 어머니
- 김지영 : 임미랑 역 - 시로와 홍도(주오월)의 딸.
- 이태우 : 임우랑 역 - 시로와 홍도(주오월)의 아들.

### 그 외 인물
- 이영란 : 영부인 역
- 오윤홍 : 송채연 역
- 주아성 : 유 상무 역
- 정동규 : 비서실장 역
- 민준현 : 민 대표 역
- 이광세 : 명신그룹 회장 역
- 맹봉학 : 이혼담당 판사 역
- 박팔영 : 주오월 교통사고 담당판사 역
- 이우진 : 의사 역
- 장준호 : 형사 역
- 변주현 : 형사 역
- 이석구
- 서광재
- 전해룡
- 박영수
- 강창묵
- 손선근
- 김대성
- 성찬호
- 최성웅
- 지성근
- 최윤준
- 단강호
- 이재욱
- 김태영
- 서지연
- 강현구
- 김영
- 이우신
- 박규점
- 권혁수
- 백윤흠
- 함진성 : 사내 역
- 홍기준 : 관리팀장 역

### 특별 출연
- 김완선 : 김완선 역 - 밤무대 가수인 마리의 기를 꺾어놓는 가수.
- 김호진 : 금형식 역 - 보금건설에서 후원하는 금빛보육원의 원장. 혜상의 생부.
- 김지호 : 김지영 역 - 금빛보육원 금형식 원장의 사랑하는 여인, 혜상의 생모.
- 유재석 : 유 비서 / 천재 화가 / 톱스타(본인) 역 - 헤더 신의 수행비서.
- 이동하 : 변호사 역 - 오혜상 사건 담당 변호사.
- 홍석연
- 공재원

## 시청률
최저 시청률과 최고 시청률은 시청률 조사회사와 지역별로 시청률에 차이가 있을 수 있습니다.
| 2015년      | 2015년      | 2015년         | 2015년       | 2015년         | 2015년       | 2015년 |
| 회차        | 방송일      | TNmS 시청률    | TNmS 시청률  | AGB 시청률     | AGB 시청률   |        |
| 회차        | 방송일      | 대한민국(전국) | 서울(수도권) | 대한민국(전국) | 서울(수도권) |        |
| ----------- | ----------- | -------------- | ------------ | -------------- | ------------ | ------ |
| 제1회       | 9월 5일     | 14.1%          | 15.1%        | 14.7%          | 15.8%        |        |
| 제2회       | 9월 6일     | 14.3%          | 16.1%        | 15.9%          | 17.1%        |        |
| 제3회       | 9월 12일    | 13.9%          | 15.3%        | 16.1%          | 17.1%        |        |
| 제4회       | 9월 13일    | 16.0%          | 17.3%        | 17.8%          | 18.2%        |        |
| 제5회       | 9월 19일    | 16.0%          | 17.3%        | 18.4%          | 20.7%        |        |
| 제6회       | 9월 20일    | 16.8%          | 19.0%        | 17.9%          | 19.5%        |        |
| 제7회       | 9월 26일    | 14.4%          | 15.7%        | 15.9%          | 16.9%        |        |
| 제8회       | 9월 27일    | 14.8%          | 15.3%        | 16.7%          | 17.5%        |        |
| 제9회       | 10월 3일    | 16.9%          | 17.6%        | 18.9%          | 20.5%        |        |
| 제10회      | 10월 4일    | 18.5%          | 18.8%        | 20.8%          | 21.6%        |        |
| 제11회      | 10월 10일   | 19.0%          | 19.3%        | 21.3%          | 22.3%        |        |
| 제12회      | 10월 11일   | 19.9%          | 21.0%        | 22.4%          | 23.6%        |        |
| 제13회      | 10월 17일   | 21.6%          | 24.0%        | 21.1%          | 22.8%        |        |
| 제14회      | 10월 18일   | 20.4%          | 23.2%        | 22.5%          | 24.0%        |        |
| 제15회      | 10월 24일   | 20.8%          | 22.8%        | 21.2%          | 22.2%        |        |
| 제16회      | 10월 25일   | 21.0%          | 23.6%        | 23.5%          | 24.4%        |        |
| 제17회      | 10월 31일   | 21.2%          | 23.2%        | 22.1%          | 23.0%        |        |
| 제18회      | 11월 1일    | 21.5%          | 24.0%        | 23.4%          | 23.8%        |        |
| 제19회      | 11월 7일    | 20.5%          | 21.0%        | 23.5%          | 24.4%        |        |
| 제20회      | 11월 8일    | 22.7%          | 24.5%        | 27.2%          | 28.5%        |        |
| 제21회      | 11월 14일   | 21.1%          | 22.2%        | 24.9%          | 27.2%        |        |
| 제22회      | 11월 15일   | 21.7%          | 22.5%        | 27.3%          | 28.9%        |        |
| 제23회      | 11월 21일   | 19.7%          | 22.1%        | 23.9%          | 25.3%        |        |
| 제24회      | 11월 22일   | 24.4%          | 26.3%        | 26.7%          | 26.9%        |        |
| 제25회      | 11월 28일   | 20.8%          | 22.3%        | 25.9%          | 27.2%        |        |
| 제26회      | 11월 29일   | 22.6%          | 24.7%        | 27.3%          | 28.3%        |        |
| 제27회      | 12월 5일    | 20.9%          | 22.8%        | 24.5%          | 26.2%        |        |
| 제28회      | 12월 6일    | 23.0%          | 25.3%        | 28.3%          | 29.2%        |        |
| 제29회      | 12월 12일   | 21.6%          | 23.0%        | 25.0%          | 25.9%        |        |
| 제30회      | 12월 13일   | 22.0%          | 23.2%        | 27.8%          | 28.6%        |        |
| 제31회      | 12월 19일   | 21.8%          | 22.8%        | 27.9%          | 30.2%        |        |
| 제32회      | 12월 20일   | 22.9%          | 23.5%        | 29.7%          | 31.0%        |        |
| 제33회      | 12월 26일   | 22.8%          | 22.5%        | 28.3%          | 29.4%        |        |
| 제34회      | 12월 27일   | 23.5%          | 24.7%        | 32.0%          | 33.1%        |        |
| 2016년      |             |                |              |                |              |        |
| 제35회      | 1월 2일     | 25.1%          | 25.7%        | 28.5%          | 29.4%        |        |
| 제36회      | 1월 3일     | 26.5%          | 27.5%        | 30.5%          | 31.5%        |        |
| 제37회      | 1월 9일     | 29.3%          | 30.5%        | 30.7%          | 32.4%        |        |
| 제38회      | 1월 10일    | 29.7%          | 31.4%        | 31.8%          | 33.1%        |        |
| 제39회      | 1월 16일    | 31.2%          | 33.0%        | 31.7%          | 33.5%        |        |
| 제40회      | 1월 17일    | 31.8%          | 33.2%        | 31.3%          | 31.6%        |        |
| 제41회      | 1월 24일    | 31.6%          | 32.1%        | 32.2%          | 33.4%        |        |
| 제42회      | 1월 30일    | 34.5%          | 34.3%        | 34.9%          | 35.5%        |        |
| 제43회      | 1월 31일    | 34.9%          | 35.0%        | 34.4%          | 35.5%        |        |
| 제44회      | 2월 6일     | 32.4%          | 32.4%        | 32.6%          | 33.3%        |        |
| 제45회      | 2월 7일     | 31.9%          | 31.7%        | 30.5%          | 31.1%        |        |
| 제46회      | 2월 13일    | 34.7%          | 35.9%        | 34.9%          | 36.4%        |        |
| 제47회      | 2월 14일    | 33.8%          | 34.6%        | 33.4%          | 34.9%        |        |
| 제48회      | 2월 20일    | 31.9%          | 31.7%        | 33.0%          | 34.6%        |        |
| 제49회      | 2월 21일    | 33.8%          | 34.1%        | 33.4%          | 34.0%        |        |
| 제50회      | 2월 27일    | 32.4%          | 33.0%        | 33.6%          | 35.8%        |        |
| 제51회      | 2월 28일    | 33.5%          | 34.2%        | 33.6%          | 34.6%        |        |
| 평균 시청률 | 평균 시청률 | 23.8%          | 25.0%        | 26.1%          | 27.3%        |        |

## 결방과 연장
- 2016년 1월 23일 : 2016년 하계 올림픽 축구 아시아 최종예선 8강전 대한민국 VS 요르단 중계방송으로 인해 결방
- 2016년 2월 15일 : 내 딸, 금사월 방영 분량이 50부작에서 1회 연장되어 51부작으로 변경 및 확정되었다.

## 수상
- 2015년 MBC 연기대상 특별기획 부문 여자 최우수연기상 전인화
- 2015년 MBC 연기대상 특별기획 부문 남자 우수연기상 손창민
- 2015년 MBC 연기대상 특별기획 남자 신인상 윤현민
- 2015년 MBC 연기대상 10대 스타상 백진희
- 2015년 MBC 연기대상 아역상 갈소원
- 2016년 제9회 코리아 드라마 어워즈 여자 최우수 연기상 백진희
- 2016년 제9회 코리아 드라마 어워즈 여자 우수연기상 박세영

## 사운드 트랙

### Part.1
| #            | 제목                    | 작사            | 작곡         | 가수         | 재생 시간 |
| ------------ | ----------------------- | --------------- | ------------ | ------------ | --------- |
| 1.           | 〈나성에 가면〉         | 길옥윤, 이펙 킴 | 길옥윤       | 훈 제이      | 3:03      |
| 2.           | 〈나성에 가면 (Inst.)〉 |                 | 길옥윤       |              | 3:03      |
| 총 재생 시간 | 총 재생 시간            | 총 재생 시간    | 총 재생 시간 | 총 재생 시간 | 6:06      |

### Part.2
| #  | 제목                      | 작사         | 작곡   | 가수   | 재생 시간 |
| -- | ------------------------- | ------------ | ------ | ------ | --------- |
| 1. | 〈사랑해 오늘도〉         | 개미, 최재우 | 김세진 | 윤현민 |           |
| 2. | 〈사랑해 오늘도 (Inst.)〉 |              | 김세진 |        |           |

### Part.3
| #  | 제목                  | 작사                                        | 작곡                                        | 가수        | 재생 시간 |
| -- | --------------------- | ------------------------------------------- | ------------------------------------------- | ----------- | --------- |
| 1. | 〈내가 먼저〉         | 염동건, 전희망, 코스믹 사운드(Cosmic Sound) | 염동건, 전희망, 코스믹 사운드(Cosmic Sound) | 리싸(leeSA) |           |
| 2. | 〈내가 먼저 (Inst.)〉 |                                             | 염동건, 전희망, 코스믹 사운드(Cosmic Sound) |             |           |

## 동시간대 드라마
- 애인 있어요 (SBS, 2015년 8월 22일 ~2016년 2월 28일)
- 장영실 (KBS 1TV, 2016년 1월 2일 ~ 2016년 3월 20일)